# Estany del Ras
L'estany del Ras és un llac ubicat al massís de Marimanya, on la capçalera del pla anomenat Ras de Bonabé forma el circ de l’estany de Ras. Està situat a 2.311 metres d’altitud. El seu emissari és el Torrent de Llançanes, afluent per la dreta de la Noguera Pallaresa.
L’estany es troba dintre del Parc Natural de l’Alt Pirineu, en el municipi d'Alt Àneu, al Pallars Sobirà.